# セルヒオ・ディアス
セルヒオ・イスマエル・ディアス・ベラスケス（Sergio Ismael Díaz Velázquez, 1998年3月5日 - ）は、パラグアイ・セントラル県イタウグア出身のサッカー選手。ポジションはフォワード。パネトリコスFC所属。

## 経歴

### セロ・ポルテーニョ
2008年からセロ・ポルテーニョのユースチームに加入。2014年、15歳のときにトップチーム昇格し、6月27日、プロデビューを果たした。

### レアル・マドリード
2016年7月4日、レアル・マドリードへの移籍を発表した。報道によれば契約期間は5年間、移籍金は500万ユーロと報じられており、当面はBチームにあたるカスティージャの所属となる。

### CDルーゴ
経験を積むため、2017年8月10日、セグンダ・ディビシオンのCDルーゴへレンタル移籍。契約期間は1年間。

### コリンチャンス
2018年7月30日、カンピオナート・ブラジレイロのSCコリンチャンス・パウリスタへ2019年末までレンタル移籍することが発表された。

## 代表歴
パラグアイ代表として各年代でプレーし、2015年に南米ユース選手権、2016年にトゥーロン国際大会に出場した。